# بيكربونات المغنيسيوم
بيكربونات المغنيسيوم هو مركب كيميائي صيغته Mg(HCO3)2، وهو ملح البيكربونات للمغنيسيوم؛ وهو يوجد فقط على شكل محلول مائي.

## التحضير
يحضر المركب انطلاقاً من هيدروكسيد المغنيسيوم بمعالجته مع ثنائي أكسيد الكربون المضغوط:
{\displaystyle {\ce {Mg(OH)2 + 2 CO2 -> Mg(HCO3)2}}}

## الخواص
يوجد المركب فقط على شكل محلول مائي، ويؤدي تسخينه أو تجفيفه إلى الحصول على كربونات المغنيسيوم:
{\displaystyle {\ce {Mg^2+ + 2 HCO3^- -> MgCO3 + CO2 + H2O}}}